# Pont-Cardinet
Pont-Cardinet (česky Most Cardinet) je železniční stanice v Paříži v 17. obvodu v ulici Rue Cardinet. Leží na trati z nádraží Saint-Lazare do Le Havre. Jedná se o jediné nádraží v Paříži, které není napojeno na metro, RER ani odtud nevyjíždějí vlaky do vzdálených destinací. Slouží výhradně pro vlaky na lince Transilien L, kterou provozuje SNCF. Od roku 2017 se uvažuje přestup na linku 14. Počet denních pasažérů se v roce 2001 pohyboval mezi 2 500 a 7 500 a vlaků 150 až 250.

## Historie
Nádraží bylo otevřeno pod názvem Batignolles dne 2. května 1854 na lince do Auteuil. V roce 1911 byla kvůli výstavbě dvou nových kolejí ve směru do Versailles původní budova stržena a postavena provizorní dřevěná stavba na Boulevardu Pereire. Později bylo postaveno nová nádražní budova z betonu architekta Juliena Poltiho na rohu ulic Boulevard Pereire a Rue du pont Cardinet. 12. listopadu 1919 bylo nádraží přejmenováno na Pont-Cardinet. Nádraží bylo otevřeno 15. května 1922.
V roce 1996 byla uzavřena část původní trati do Auteuil a vlaky do stanice Pereire - Levallois byly nahrazeny autobusovou dopravou.

## Další rozvoj
Při plánech na prodloužení linky RER E na západ mělo být nádraží Pont-Cardinet přestupní stanicí. Protože byla ale zvolena jiná trasa, nebude toto řešení realizováno.
V rámci veřejné ankety o prodloužení linky 14 pařížského metra až do stanice Mairie de Saint-Ouen, která proběhla v lednu 2010, mnoho přispěvatelů požadovalo zřídit na této lince stanici Pont-Cardinet. Organizace STIF se proto tímto návrhem začala zabývat.
26. ledna 2011 se stát a region Île-de-France dohodly na hlavních bodech rozvoje veřejné dopravy v regionu do roku 2025 včetně zřízení stanice Pont-Cardinet na lince 14.